# Hakea obtusa
Hakea obtusa är en tvåhjärtbladig växtart som beskrevs av Meissn.. Hakea obtusa ingår i släktet Hakea och familjen Proteaceae. Inga underarter finns listade i Catalogue of Life.